# Tijomir Ivanov
Tijomir Ivanov (11 de julio de 1994) es un deportista de Bulgaria que compite en atletismo. Ganó una medalla de oro en el Campeonato Europeo de Atletismo por Equipos de 2019, en la prueba de salto de altura.